# دمای نیل
دمای نیل یا دمای انتظام مغناطیسی دمایی است که در آن مواد آنتی فرومغناطیس به پارامغناطیس تبدیل می‌شوند. این دما را با عبارت TN نمایش می‌دهند و به افتخار لوییس نیل فیزیکدان فرانسوی و برنده جایزه نوبل فیزیک در سال ۱۹۷۰ آن را به نام دمای نیل می‌خوانند.
دمای نیل هم‌ارز با دمای کوری برای ترکیبات فرومغناطیس است.
دمای نیل برای چند ماده:
| ماده   | دمای نیل (کلوین) |
| ------ | ---------------- |
| MnO    | ۱۱۶              |
| MnS    | ۱۶۰              |
| MnTe   | ۳۰۷              |
| MnF2   | ۶۷               |
| FeF2   | ۷۹               |
| FeCl2  | ۲۴               |
| FeI2   | ۹                |
| FeO    | ۱۹۸              |
| FeOCl  | ۸۰               |
| CrCl2  | ۲۵               |
| CrI2   | ۱۲               |
| CoO    | ۲۹۱              |
| NiCl2  | ۵۰               |
| NiI2   | ۷۵               |
| NiO    | ۵۲۵              |
| KFeO2  | ۹۸۳              |
| Cr     | ۳۰۸              |
| Cr2O3  | ۳۰۷              |
| Nd5Ge3 | ۵۰               |